# The Ark
The Ark és una banda sueca de rock formada l'any 1991 a prop de la ciutat de Växjö, Suècia.
El març de 2007 es van proclamar guanyadors del Melodifestivalen amb la cançó The Worrying Kind. Per tant, van ser els representants de Suècia en el Festival de la Cançó d'Eurovisió 2007, on van finalitzar en la 18a posició entre 24 participants.
El 8 de desembre de 2010, el grup va anunciar la seva dissolució després del llançament del seu àlbum recopilatori; Arkeology i la visita guiada associada.

## Integrants
- Ola Salo (veu i piano)
- Mikael Jepson (guitarra i cor)
- Martin Axén (guitarra i cor)
- Leari Ljungberg (baix i cor)
- Sylvester Schlegel (bateria i cor)
- Jens Andersson (piano i cor)

## Discografia

### Àlbums
- 2000 - We Are The Ark
  - Pos. #1 SE
  - Vendes Suècia: 80.000 (Platí)
- 2002 - In Lust We Trust
  - Pos. #1 SE, #18 NO
  - Vendes Suècia: 40.000 (Or)
- 2004 - State of The Ark
  - Pos. #1 SE, #8 FI
  - Vendes Suècia: 30.000 (Or)
- 2007 - Prayer for the Weekend
  - Pos. #1 SE, #3 FI
  - Vendes Suècia: 60.000 (Platí)

### EPs
- The Ark - 1996

### Senzills
- Let Your Body Decide - 2000
- It takes a Fool to Remain Sane - 2000
- Echo Chamber - 2000
- Joy Surrender - 2001
- Let Your Body Decide - 2001
- Calleth You, Cometh I - 2002
- Father of a son - 2002
- Tell me This night is Over - 2002
- Disease - 2003
- One of us is gonna die young - 2004
- Clamour for Glamour - 2005
- Trust is shareware - 2005
- Absolutely No Decorum - 2007
- The Worrying Kind - 2007 #1 Suècia